# 近内里緒
近内 里緒（こんない りお、1992年5月4日 - ）は、日本の元女優、タレントである。オランダ出生、東京都出身。

## 概要
- 1995年より芸能活動を始め、2003年にセントラル子供劇団から放映新社に移籍して2008年まで活動していた。
- 2015年に武蔵野大学文学部日本文学文化学科卒業。
- 現在は芸能活動を無期限休止中。

## 出演作

### テレビ

#### ドラマ
- NHK朝の連続テレビ小説 すずらん（NHK）葛木えい子役
- 盲導犬クイールの一生（NHK）沢木亜弓役
- 大河ドラマ 葵 徳川三代（NHK）千姫役
- ぼくが地球を救う（TBS）月島杏子（幼少期）役
- 愛の劇場 うちはステップファミリー（TBS、2005年）小山田未来役
- ムコ殿（フジテレビ）ルミ役
- ウエディングプランナー SWEETデリバリー（フジテレビ）吉木真由子（幼少期）役
- 24時間テレビ 「愛は地球を救う」 心の扉（日本テレビ）
- 真夏のメリークリスマス（TBS）星野波流役
- ウルトラマンコスモス（TBS）少女時代のアヤノ役
- 緋の十字架（東海テレビ、フジテレビ、2005年）薫役
- 女王の教室　SP　エピソード1〜堕天使〜（日本テレビ、2006年）生徒・近内美緒役
- 犬っ子倶楽部（TV東京）
- ハチ公物語（NTV）正子役
- 火曜サスペンス劇場 臨床心理士（NTV）桂木悦子役

#### バラエティー
- 天才ビットくん（NHK教育、2005年 - 2007年）リオ役
- 天才てれびくんMAX ビットワールド（NHK教育、2007年 - 2008年）リオ役

### コマーシャル
- ヨーグレット、ハイレモン（明治製菓）
- ジャスコ
- バービー
- 日立ポケットモンスター（日立のお店でポケモンが展開）
- なかよし

### DVD
- 探偵事務所5” Another Story 2nd SEASON File 2 [DVD]